# Сан-Жозе-ду-Жакуипи
Сан-Жозе-ду-Жакуипи (порт. São José do Jacuípe)  —  муниципалитет в Бразилии, входит в штат Баия. Составная часть мезорегиона Северо-центральная часть штата Баия. Входит в экономико-статистический микрорегион Жакобина. Население составляет 10 477 человек на 2007 год. Занимает площадь 369,229 км². Плотность населения — 28,3 чел./км².

## Статистика
- Валовой внутренний продукт на 2003 год составляет 17 823 454,00 реалов (данные: Бразильский институт географии и статистики).
- Валовой внутренний продукт на душу населения на 2003 год составляет 2436,90 реалов (данные: Бразильский институт географии и статистики).
- Индекс развития человеческого потенциала на 2000 год составляет 0,577 (данные: Программа развития ООН).